# Daniel Cruz
Daniel Cruz (nascido em 9 de maio de 1981 em Cali ) é um futebolista colombiano que atua no meio-campo, atualmente joga pelo Deportivo Cali.